# Saint-Michel-Tubœuf
Saint-Michel-Tubœuf è un comune francese di 576 abitanti situato nel dipartimento dell'Orne nella regione della Normandia.

## Società

### Evoluzione demografica
Abitanti censiti